# Закалюжний Євгеній Григорович
Євге́ній Григо́рович Закалю́жний (8 квітня 1979, село Володькова Дівиця, Ніжинський район, Чернігівська область — 14 травня 2022, околиці м. Попасна) — сержант Збройних сил України, учасник російсько-української війни.

## З життєпису
Учасник боїв за Донецький аеропорт. Вночі з 6 на 7 грудня 2014-го він та ще один військовик — Артемій Коваленко — повзли 5 годин 200—250 метрів по снігу злітної смуги під вогнем гранатометів, мінометів, пострілів снайперів, виходячи із оточення. Закалюжному прострелило руку і ногу, Артемію — ногу, але вони дісталися до МТ-ЛБ, який вивозив поранених. Їх доправили в Піски, де вже було 15 поранених.
Після лікування та реабілітації, у 2015 році — демобілізований.
З початком повномасштабного вторгнення російських окупантів в Україну, Євгеній знову добровольцем встав до лав Збройних сил України. 14 травня 2022 року у важких боях на Луганщині біля міста Попасна Закалюжний отримав смертельне осколкове поранення.

## Нагороди
- Орден «За мужність» III ступеня (31.07.2015) — за особисту мужність і високий професіоналізм, виявлені у захисті державного суверенітету та територіальної цілісності України, вірність військовій присязі.[3]